# Charaxes protonothodes
Charaxes protonothodes är en fjärilsart som beskrevs av Van Someren 1971. Charaxes protonothodes ingår i släktet Charaxes och familjen praktfjärilar. Inga underarter finns listade i Catalogue of Life.